# Село-Чуринское сельское поселение
Село-Чуринское се́льское поселе́ние — муниципальное образование в Кукморском районе Татарстана Российской Федерации.
Административный центр — село Село-Чура.

## История
Статус и границы сельского поселения установлены Законом Республики Татарстан от 31 января 2005 года № 27-ЗРТ «Об установлении границ территорий и статусе муниципального образования "Кукморский муниципальный район" и муниципальных образований в его составе».

## Население
| 2010  | 2011  | 2012  | 2013  | 2014  | 2015  | 2016  |
| ----- | ----- | ----- | ----- | ----- | ----- | ----- |
| 1368  | ↘1367 | ↘1353 | ↗1361 | →1361 | ↘1360 | ↘1356 |
| 2017  | 2018  |       |       |       |       |       |
| ↘1353 | ↘1343 |       |       |       |       |       |

## Состав сельского поселения
| № | Населённый пункт | Тип населённого пункта       | Население |
| - | ---------------- | ---------------------------- | --------- |
| 1 | Кушкет-Баш       | деревня                      |           |
| 2 | Малая Чура       | село                         |           |
| 3 | Поршур           | деревня                      |           |
| 4 | Пчеловод         | деревня                      |           |
| 5 | Село-Чура        | село, административный центр |           |